# Herkulesbille
Herkulesbillen (Dynastes hercules) er en bille i familien torbister og den største af næsehornsbillerne, idet den kan blive op til 17 cm lang. Den lever naturligt i regnskovene i Central- og Sydamerika samt på de Små Antiller.
Billen er kønsdimorfistisk, idet hunnerne oftest har noget større kroppe end hannerne, men mangler til gengæld horn. Larvestadiet tager et til to år, hvorunder larven bliver op til 11 cm lang og kan veje 100 g. Efter dette stadium forpupper dyrene, inden de springer ud som fuldvoksne individer.

## Levevis
Larven bruger det meste af sin tid på at arbejde sig gennem dens fødeområde, nemlig dødt træ, mens de udvoksede herkulesbiller fortrinsvis lever af overmoden frugt.
Herkulesbillen er temmelig stærk forstået på den måde, at den kan bære op til 100 gange sin egen vægt (hvor den dog kun vanskeligt kan bevæge sig); beretninger om, at den kan bære op til 850 gange sin vægt, er med al sandsynlighed usande.